# الغارات الجوية على المستشفيات في اليمن

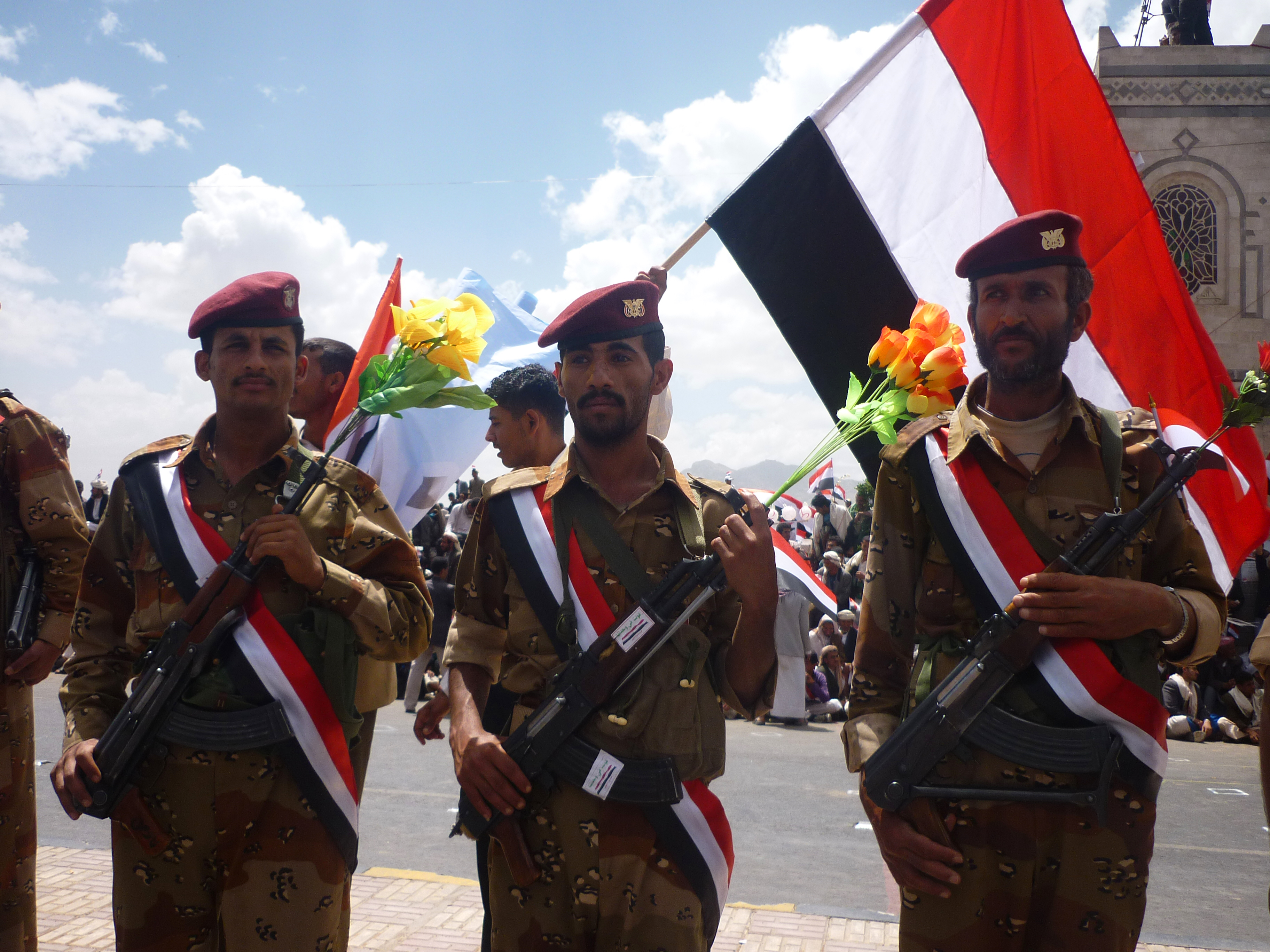

بدأ التدخل العسكري بقيادة السعودية في اليمن في عام 2015 في محاولة للتأثير على نتائج الحرب الأهلية اليمنية. بدأت المملكة العربية السعودية التي تقود تحالفا من تسع دول عربية في تنفيذ غارات جوية على اليمن المجاور وفرضت حصارا جوي وبحري في 26 مارس 2015 وهي تبشر بتدخل عسكري أطلق عليه اسم عملية عاصفة الحزم. دمر أكثر من 70 مرفقا صحيا في اليمن جراء سلسلة من الغارات الجوية التي أجراها التحالف الذي تقوده السعودية منذ مارس 2015. كثير من هذه المستشفيات هي مستشفيات صحية عامة تعمل أو تدعمها منظمة أطباء بلا حدود. يقول منتقدو الاعتداءات إن الغارات الجوية هي جرائم حرب تنتهك حماية مرافق الرعاية الصحية التي توفرها قواعد الحرب المعترف بها دوليا ودعت إلى إجراء تحقيقات مستقلة.

## تقرير أطباء بلا حدود
أفادت منظمة أطباء بلا حدود أن الغارة الجوية التي شنتها قوات التحالف بقيادة السعودية قد دمرت تماما مستشفى منظمة أطباء بلا حدود في صعدة شمال غرب اليمن بما في ذلك غرفة العمليات. ضربت الضربة الأولى جزءا غير مستخدم من المستشفى وبالتالي تم إخلاء المنشأة بالكامل في وقت واحد. لم تقع إصابات مباشرة. غير أن المتحدث باسم قوات التحالف العميد أحمد العسيري أعلن مسؤوليته عن الهجوم.
قالت منظمة أطباء بلا حدود: «مع تدمير المستشفى لا يزال 200,000 شخص على الأقل لا يحصلون على الرعاية الطبية المنقذة للحياة». قال حسن بوسنين رئيس بعثة منظمة أطباء بلا حدود في اليمن: «هذا الهجوم هو مثال آخر على تجاهل كامل للمدنيين في اليمن حيث أصبحت التفجيرات روتين يومي». قال إن إحداثيات نظام التموضع العالمي للمستشفى الوحيد في منطقة حيدان يتم تقاسمها بانتظام مع التحالف الذي تقوده السعودية وتم تحديد سقف المرفق بوضوح بشعار منظمة أطباء بلا حدود. ومع ذلك قال عبد الله المعلمي السفير السعودي لدى الأمم المتحدة إن الإحداثيات غير دقيقة على الرغم من أنه اعترف بأن الغارة الجوية كانت «خطأ».

## تقرير اليونيسيف
قالت منظمة اليونيسيف أن المستشفى في صعدة هو المركز الصحي التاسع والثلاثين الذي يضرب في اليمن منذ مارس عندما تصاعد العنف. أفادت منظمة أطباء بلا حدود أن التحالف الذي تقوده السعودية بدعم من الجيش البريطاني قصف المستشفيات في جميع أنحاء اليمن خلال الأشهر العشرة الماضية. أصيب ما يصل إلى 130 مرفقا صحيا. قال مديرها التنفيذي أنتوني ليك في بيان أن: «المزيد من الأطفال في اليمن قد يموتون بسبب نقص الأدوية والرعاية الصحية أكثر من الرصاصات والقنابل». أضاف أن النقص الحاد في الوقود والأدوية والكهرباء والمياه قد يعني إغلاق الكثير من المرافق الصحية. قالت منظمة العفو الدولية أن الضربة الجوية قد تشكل جريمة حرب ودعا إلى إجراء تحقيق مستقل.

## الغارة الجوية على تعز
في 3 دیسمبر 2015 أصابت غارة جویة من قبل التحالف الذي تقوده المملكة العربیة السعودیة في الیمن مرکزا صحیا في تعز مما أسفر عن إصابة تسعة أشخاص. كان اثنان من العاملين في المستشفى من بين الجرحى. قال جيروم ألين رئيس بعثة منظمة أطباء بلا حدود في اليمن: «إن قصف المدنيين والمستشفيات يشكل انتهاكا للقانون الإنساني الدولي».

## الغارة الجوية على منطقة رازية
في 10 يناير 2016 أصيب مستشفى شيارا المدعوم من منظمة أطباء بلا حدود في منطقة رازية بمحافظة صعدة شمال اليمن بقذيفة وشظايا من التحالف الذي تقوده السعودية. لقى ستة أشخاص حتفهم وأصيب 7 آخرون بجراح منهم ثلاثة من طاقم المنظمة اثنان منهم في حالة حرجة. انهارت العديد من المباني في المنشأة الطبية بعد الهجوم على الرغم من أن المناطق الحساسة في المستشفى لم يتم تدميرها. ضرب الصاروخ ممر يؤدي من البوابة الرئيسية إلى مباني المستشفى جنبا إلى جنب مع سياج معدني. أصيب الجرحى بشظايا من الصاروخ وكذلك بقطع معدنية من السياج. كانت الإصابات وحشية. قال فيكي هوكينز المدير التنفيذي لمنظمة أطباء بلا حدود في المملكة المتحدة: "هناك خطر من أن تصبح" الأخطاء "في حالات الحرب طبيعية تماما كما تطبيع" الأضرار الجانبية "في أذهان الناس منذ حرب الخليج الأولى. من شأنه أن يوفر الحجة الكاملة للجيوش لكي تتجنب الاتهامات بجرائم الحرب والجرائم المرتكبة ضد الإنسانية وتديم الإفلات من العقاب.

## الغارة الجوية على مديرية عبس
في 15 أغسطس 2016 بعد انهيار وقف إطلاق النار برعاية الأمم المتحدة دمرت غارة جوية من قبل التحالف بقيادة السعودية في اليمن مستشفى تديره وزارة الصحة اليمنية وبدعم من منظمة أطباء بلا حدود ومنظمة اليونيسف في مديرية عبس بمحافظة حجة في شمال غرب اليمن. ضرب القصف منطقة الفرز في المستشفى بالقرب من غرفة الطوارئ وقتل ما لا يقل عن 19 شخصا وجرح 24 شخصا. في وقت الهجوم كان هناك 23 مريضا في جناح الجراحة و 25 في جناح الولادة و 13 من المواليد الجدد و 12 مريضا في جناح الأطفال وفقا لمنظمة أطباء بلا حدود. كان في المستشفى غرفة طوارئ من 14 سريرا ووحدة للأمومة ووحدة جراحية. كان موظفو المستشفى من بين القتلى والجرحى. قال أحد الشهود: «لم يكن هناك أشخاص مسلحون هناك». أفادت التقارير أن المستشفى كان يعالج أطفال ضحايا غارة جوية أخرى على مدرسة في بلدة هيدان في محافظة صعدة المجاورة حيث لقى 10 أطفال مصرعهم وأصيب 30 آخرون تتراوح أعمارهم بين 8 و 15 عاما. سحبت منظمة أطباء بلا حدود الآن موظفيها من مستشفيات حيدان والرز والأموري وياسنيم في محافظة صعدة ومستشفيات عبس والجموري في محافظة حجة. أدان بان كي مون الأمين العام للأمم المتحدة الهجوم في بيان مؤكدا أن الخصوم في الصراع اليمني قد أضروا أو دمروا أكثر من 70 منشأة صحية منذ بدء الأعمال العدائية قبل 17 شهرا.

## الغارة الجوية على مركز علاج الكوليرا في عبس
في يونيو 2018 أفادت منظمة أطباء بلا حدود أن غارة جوية للتحالف السعودي استهدفت مركزًا جديدًا لعلاج الكوليرا تابع لمنظمة أطباء بلا حدود في عبس، شمال غرب اليمن. وأفادت المنظمة أنها قدمت إحداثيات نظام تحديد المواقع العالمي (GPS) إلى المملكة العربية السعودية في اثنتي عشرة مناسبة منفصلة، وتلقت تسعة ردود مكتوبة تؤكد استلام هذه الإحداثيات.

## الغارة الجوية على مستشفى الحديدة
في 2 أغسطس 2018، 55 شخصا قتلوا وأصيب 124 آخرون في غارات جوية على مستشفى وميناء وسوق للأسماك في الحديدة غربي اليمن.

## الغارة الجوية على مستشفى في صعدة
في 26 آذار مارس 2019 أصاب صاروخ محطة وقود تقع بالقرب من مستشفى كتاف الريفي في محافظة صعدة، مما أدى إلى إلحاق أضرار بالمستشفى ومقتل ثمانية مدنيين، خمسة منهم أطفال.